# Сафавиди
Сафавидска династија (перс. سلسلة صفويان) била је царска династија Персије (односно Ирана) у исламској ери, од 1501. до 1736. Царство се протезало кроз Азербејџан, Јерменију, Грузију, источни Ирак, Авганистан, Пакистан, Туркменистан, Узбекистан, Таџикистан, Русију, источну Турску и источну обалу Арабијског полуострва. Сама династија Сафeвида је била курдско-азерског порекла, а њен оснивач је био Исмаил I. Престонице царства су биле Табриз (1501-1555), Казвин (1555-1598) и Исфахан (1598-1722). Држава је највише водила ратове против Османлија. Задњи владар царства је био Абас III.
Њихова владавина се често сматра почетком модерне иранске историје, као и једном од барутних империја. Сафавидски шах Исмаил I успоставио је дванаестороимамску деноминацију шиитског ислама као званичну религију Персијског царства, означивши једну од најважнијих прекретница у историји ислама. Сафавидска династија води порекло од сафавидског суфистичког реда, који је успостављен у граду Ардабилу у региону Иранског Азербејџана. Била је то иранска династија курдског порекла, али су се за време своје владавине венчавали са туркменским, грузијским, черкешким, и понтским грчким достојанственицима, али су ипак били турскијско-говорећи и потурчени. Из своје базе у Ардабилу, Сафавиди су успоставили контролу над деловима Великог Ирана и поново утврдили ирански идентитет региона, чиме су постали прва аутохтона династија од Сасанидске Персије која је успоставила националну државу званично познату као Иран.

## Култура
Породица Сафавид је била писмена породица од времена свог раног порекла. Постоје сачувани тати и персијска поезија шејха Сафи ад-дина Ардабилија, као и персијска поезија шејха Садр ад-дина. Већина сачуване поезије шаха Исмаила I је под азербејџанским псеудонимом Катај. Сам Мирза, син шаха Исмаила, као и неки каснији аутори тврде да је Исмаил компоновао песме на турском и на перзијском, али је сачувано само неколико примерака његових персијских стихова. Збирка његових песама на азербејџанском језику објављена је као Диван. Шах Тахмасп који је писао поезију на перзијском, такође је био сликар, док је шах Абас II био познат као песник који је писао азербејџанске стихове. Сам Мирза, син Исмаила I, и сам је био пјесник и компоновао је своју поезију на перзијском. Саставио је и антологију савремене поезије.